# Dibujo del Bautismo de Cristo (El Greco)
El Dibujo del Bautismo de Cristo es uno de los pocos dibujos atribuidos al Greco que han llegado hasta nuestros días. Estos dibujos no tienen número de referencia en el catálogo razonado realizado por el profesor e historiador del arte Harold Wethey, especializado en el Greco.

## Introducción
Es muy probable que el Greco preparase sus composiciones con croquis y dibujos sobre papel. Después del fallecimiento del maestro, su hijo Jorge Manuel Theotocópuli, realizó dos inventarios de los bienes dejados por su padre. En el primer inventario (año 1614) se cita un lote de ciento cincuenta dibujos, y en el segundo inventario (año 1621) se citan doscientos cincuenta dibujos. Actualmente, son muy pocos los dibujos conservados cuya atribución al artista cretense sea verosímil. Con toda seguridad, cuando Jorge Manuel falleció (año 1631) estos dibujos salieron en almoneda -junto con el resto de obras legadas por su padre- para saldar las deudas que tenía con los administradores del Hospital de Tavera.

## Análisis de la obra
- Localización: colección privada;
- Material y técnica: sanguina sobre papel;
- Dimensiones: 40 x 25 cm;
- Fecha de realización: circa 1596;

Con toda probabilidad, este dibujo es un boceto, o bien una copia, de la figura de Jesús de Nazaret, en la parte inferior izquierda del Bautismo de Cristo (Museo del Prado), procedente del Retablo de doña María de Aragón. Los contornos son inseguros y están reforzados.

## Procedencia
- Duque de Leeds;
- Georges Wildestein, Nueva York.[1]